# Global Entry

Global Entry

Global Entry ist ein seit 2008 bestehendes, kostenpflichtiges Programm der Zoll- und Grenzschutzbehörde der USA (CBP), durch das Reisende, denen zuvor in einem Bewerbungsverfahren ein niedriges Gefahrenrisiko bescheinigt wurde, bei der Einreise in die USA schneller abgefertigt werden.

## Geschichte

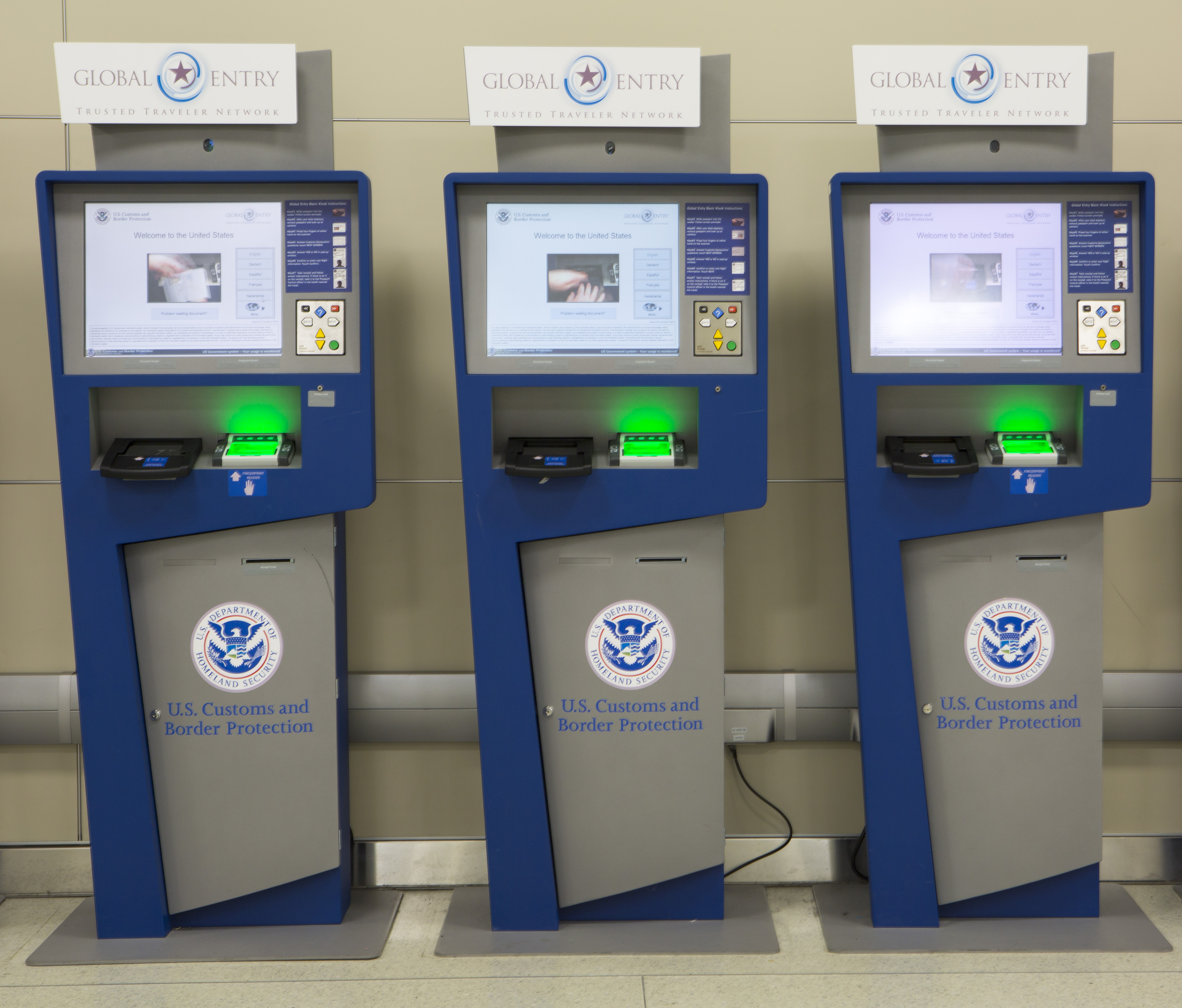
Einreise-Kioske für Global Entry

Der Vorläufer von Global Entry war ein 1993 von dem Immigration and Naturalization Service an den beiden New Yorker Flughäfen JFK und Newark gestartetes Programm namens INSPASS (Immigration and Naturalization Service Passenger Accelerated Service System). Es erlaubte Vielfliegern aus den USA, Kanada, Bermuda und den damals 25 anderen Ländern des Visa-Waiver-Programms, darunter Deutschland, die amerikanischen Einreiseformalitäten an einem Computerkiosk durch Einführen der INSPASS-Mitgliedschaftskarte und Auflegen der Hand (Fingerabdrücke) auf ein Sensorfeld zu absolvieren. Danach erfolgte gesondert die Zollkontrolle. Wenig später kam der Flughafen von Toronto als INSPASS-Standort hinzu (in Toronto findet die Einreise in die USA auf kanadischem Boden statt). 1996 wurden weitere acht amerikanische Flughäfen mit INSPASS-Automaten ausgestattet. Die Mitgliedschaft war abhängig von einem Bewerbungsgespräch in einem INS-Büro und der Zulassung durch einen INS-Beamten. Die Zielgruppe waren Geschäftsreisende mit mehr als drei Einreisen pro Jahr in die USA, Diplomaten, Airline-Crews und andere ausgewählte Individuen. Das Programm wurde 2002 eingestellt, die letzten INSPASS-Kioske wurden 2004 abgebaut.

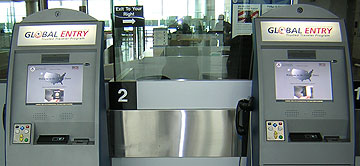
Ältere Modelle der GE-Kioske

Am 11. April 2008 startete unter dem Namen International Registered Traveler ein Pilotprojekt an den Flughäfen John F. Kennedy International Airport, Washington Dulles International Airport und George Bush Intercontinental Airport für US-Staatsbürger und Green Card Besitzer. Am 27. Mai 2008 wurde der Name des Programms in Global Entry abgeändert. Offiziell gibt es Global Entry seit 6. Juni 2008 (Ende der Testphase). Im August des gleichen Jahres kamen vier weitere US-amerikanische Flughäfen zum Programm hinzu. Im April 2009 wurde niederländischen Staatsbürgern die Mitgliedschaft im Rahmen eines Pilotprogrammes angeboten. Weitere 13 Flughäfen in den USA kamen bis Ende 2009 hinzu. Ab Dezember 2010 durften mexikanische Staatsbürger teilnehmen. Ende 2010 gab es in den USA knapp 100.000 Global Entry Mitglieder. Im Laufe der Jahre wurden weiteren ausländischen Staatsbürgern die Teilnahme am Programm angeboten, so ab 2013 auch Deutschen. Seit 2012 gibt es eine begrenzte Anzahl von Global Entry Mitgliedschaften für israelische Staatsbürger. 2017 wurde ein Pilotprogramm mit 1.500 Mitgliedschaften für japanische Staatsbürger aufgelegt.

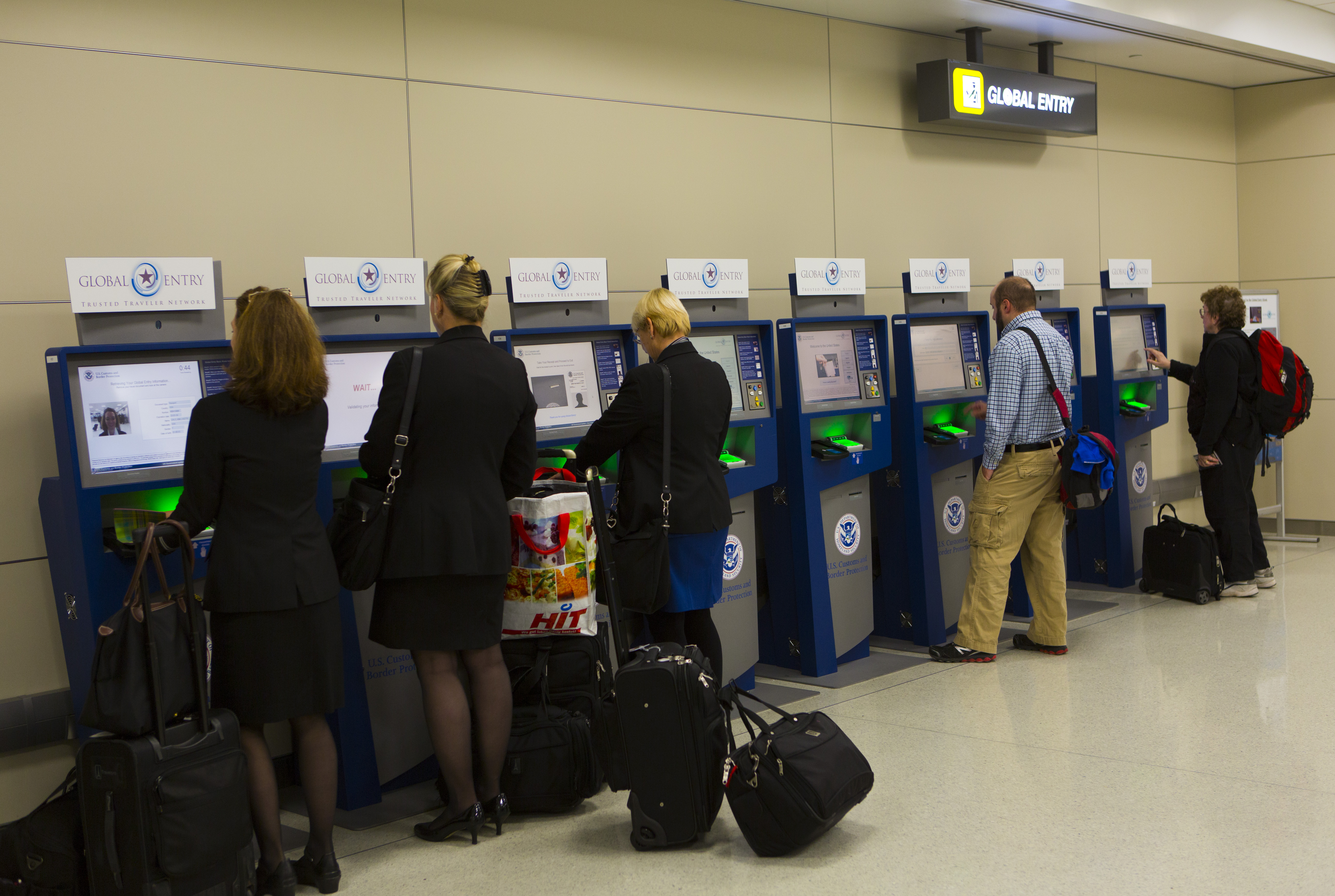
Reisende an GE-Kiosken

Im April 2018 hatte Global Entry über fünf Millionen Mitglieder. Dazu kommen über zwei Millionen Mitglieder der NEXUS und SENTRI (Secure Electronic Network for Travelers Rapid Inspection an der mexikanischen Grenze) Programme, die per Global Entry in die USA einreisen dürfen. 2018 war Global Entry an 61 US-amerikanischen Flughäfen verfügbar. Hinzu kommen 13 sogenannte Preclearance-Grenzkontrollstellen der USA auf dem Boden anderer Länder: Aruba, Bahamas, Kanada, Irland und Vereinigte Arabische Emirate. Seit 2018 gibt es ein Testprogramm, in dem Global Entry Kioske mit Gesichtserkennungs-Technologie ausgestattet werden, beispielsweise in Orlando, Florida.

## Anmeldung und Mitgliedschaft

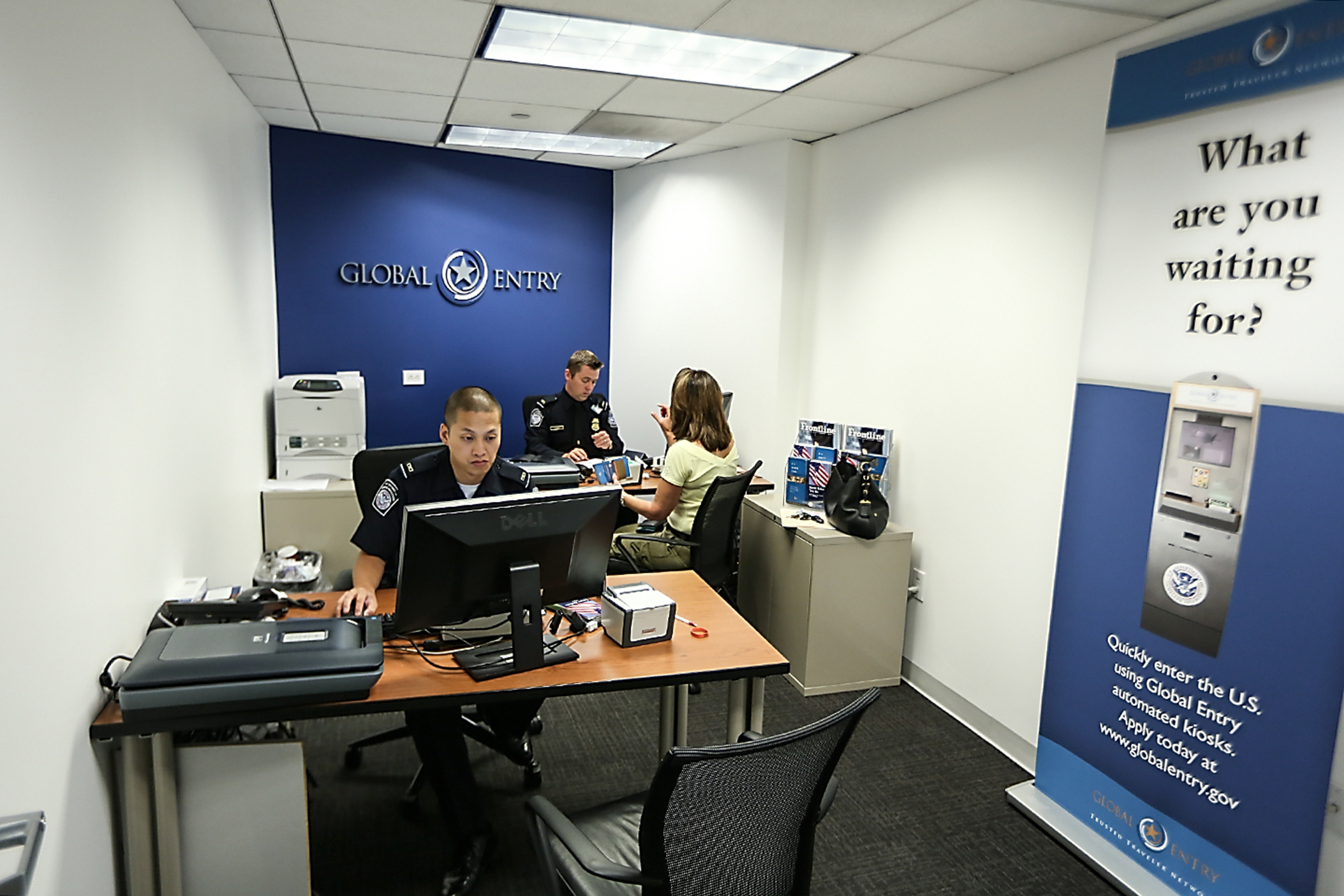
Global Entry Enrollment Center

Die Aufnahme in das Programm müssen Bewerber online beantragen und sich vor Ort einem persönlichen Interview in einem Global Entry Enrollment Center und einer Hintergrundüberprüfung unterziehen. Der Termin für das Interview kann über ein Online-Konto bei der CBP geplant und verändert werden. Global Entry Enrolment Centers gibt es an den meisten großen US-Flughäfen. Es existieren in den USA auch einige Stadtbüros der CBP, die Global Entry Interviews anbieten. Grundsätzlich besteht die Möglichkeit eines spontanen Interviews, ohne Anmeldung (Enrollment on Arrival), sofern dies am Zielflughafen innerhalb der Öffnungszeiten des CBP-Büros möglich ist. Von Zeit zu Zeit gibt es auch Termine in Europa, welche vorher bekanntgegeben werden. Diese finden dann in der Regel an ausgewählten Flughäfen und den Botschaften statt.

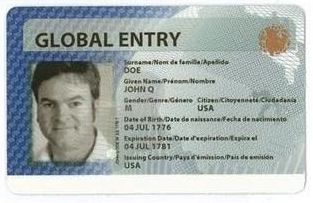
Global Entry Card

Die Bearbeitungsgebühr für den Antrag beträgt 120 US-Dollar, die im Voraus per Kreditkarte zu entrichten sind und auch bei negativem Bescheid nicht erstattet werden. Beim Interview werden die Fingerabdrücke des Bewerbers genommen und ein digitales Foto gemacht. Sobald der Antrag genehmigt ist, können Reisende fünf Jahre lang die Global-Entry-Kiosks auf jedem teilnehmenden Flughafen verwenden. Danach kann die Mitgliedschaft erneuert werden. Wer als „Trusted Traveler“ anerkannt ist, kann außerdem an größeren Flughäfen in den USA bei einigen Fluggesellschaften statt der normalen TSA-Sicherheitskontrollen in der Regel den komfortableren TSA Pre✓-Durchgang nutzen. US-Bürger, Greencard-Besitzer und Mexikaner erhalten zudem eine Global Entry Card, die zum Grenzübertritt in die USA auf dem Landweg berechtigt.

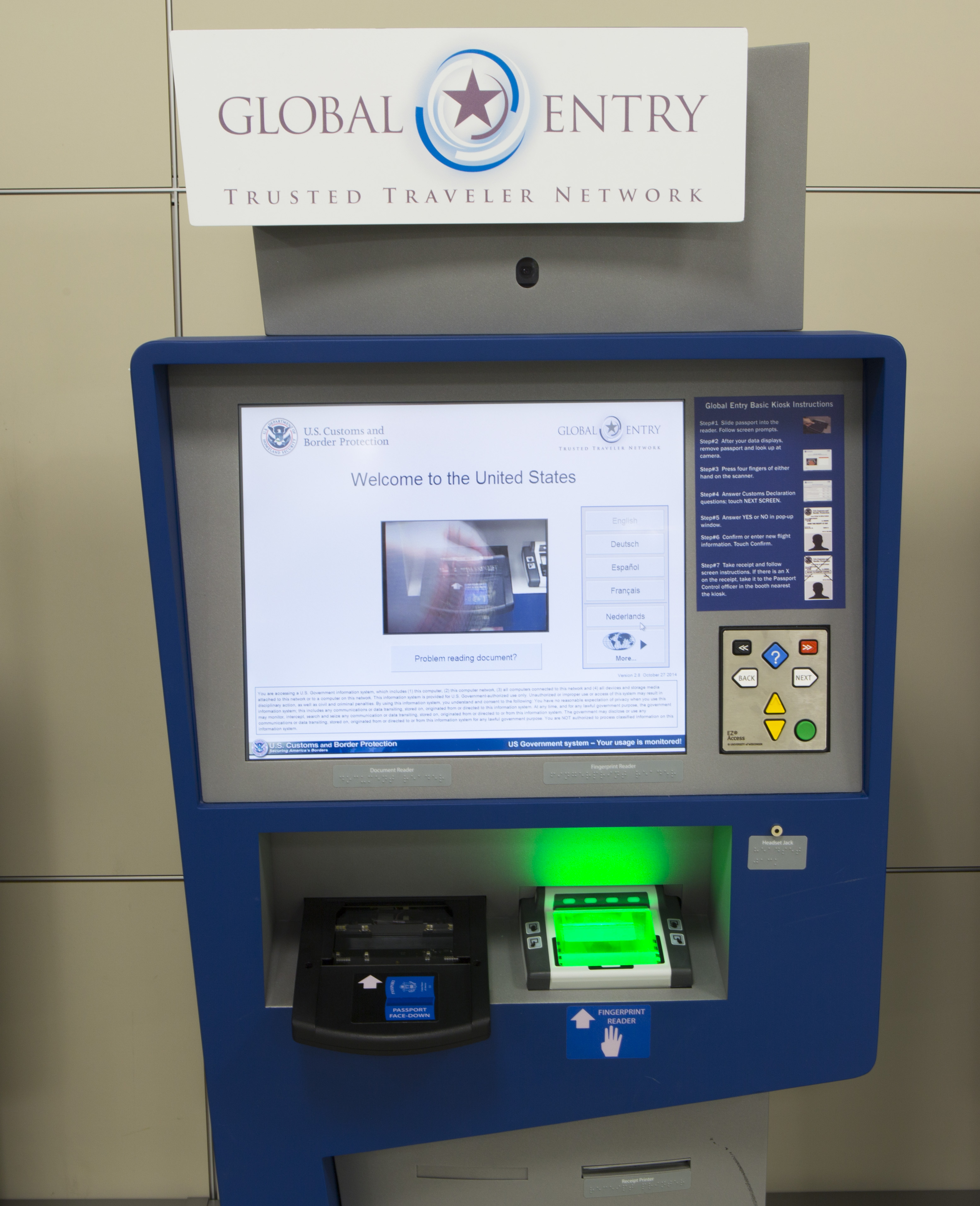
Bedienfeld eines Global Entry Kiosks

Die Abwicklung der Einreiseformalitäten in die USA selbst erfolgt für Global Entry Mitglieder dann an einem Global Entry Kiosk, an dem zur Identitätsüberprüfung das maschinenlesbare Reisedokument (Reisepass oder Green Card) gescannt wird, Fingerabdrücke geprüft werden und ein Foto des Reisenden gemacht wird. Bei den Kiosken mit Gesichtserkennungs-Technologie entfällt der Scan des Reisedokuments und die Überprüfung der Fingerabdrücke. Auf dem Touchscreen des Kiosk muss das Mitglied dann ggf. weitere Angaben machen, unter anderem eine Zollerklärung. Der Reisende darf den Grenzbereich des Flughafens schließlich über einen für Global Entry Mitglieder reservierten Ausgang verlassen und gibt dabei einen Ausdruck des Global Entry Kiosk mit seinen Daten bei einem CBP-Beamten ab, der unter Umständen weitere Fragen stellt. Der Vorteil einer Mitgliedschaft liegt hauptsächlich bei kürzeren Warteschlangen an den Kiosken im Vergleich zu den regulären, mit Personal besetzen Einreiseschaltern.
Bewerber können ohne Angaben von Gründen von den Behörden abgelehnt werden. Selbst Jahrzehnte zurückliegende Gesetzesverstöße, wie etwa Trunkenheit am Steuer, führen beispielsweise bei US-amerikanischen Bewerbern unter Umständen zur Ablehnung. Außerdem kann die Mitgliedschaft auch nach Erteilung wieder entzogen werde, so etwa bei Verstößen gegen US-amerikanische Zollbestimmungen.

## Teilnahme

Staaten mit Teilnahme am Global-Entry-Programm

Zurzeit nehmen folgende Staaten am Global-Entry-Programm teil:
- Argentinien [11] (seit 2017)[12]
- Kanada (als NEXUS-Mitglieder)
- Kolumbien (seit 2016)[13]
- Deutschland (Pilotprogramm ab 2013, generelle Teilnahme seit 2016)[14]
- Indien[15] (seit 2017)[16]
- Mexiko (seit 2010, zunächst Pilotprogramm)
- Niederlande (seit 2009)
- Panama (seit 2015)[17]
- Singapur[18] (seit 2016)
- Südkorea (seit 2015)
- Schweiz[19] (seit 2017)[20]
- Taiwan[21] (seit 2017)[22]
- Vereinigtes Königreich[23] (Pilotprogramm ab 2013, generelle Teilnahme seit 2016)
- Bahrain (seit 2022)
- Kroatien (seit 2023)[24]
- Vereinigte Staaten (Staatsbürger und Menschen mit dauerhafter Aufenthaltsgenehmigung)

Für folgende Länder bestehen Pilotprogramme, das heißt, es besteht nur eine begrenzte Anzahl der Mitgliedschaften zur Verfügung:
- Israel (seit 2012)
- Japan (seit 2017)
- Katar (seit 2013)
- Saudi-Arabien (seit 2013)

Folgende Länder haben die Teilnahme ausgehandelt:
- Australien[25]
- Costa Rica[26]

### Deutschland
Voraussetzung für Deutsche war im Rahmen des Pilotprogramms ab 2013 zunächst, dass man sich vorher bei der Bundespolizei im Flughafen Frankfurt für das deutsche Programm ABG+ (Automatisierte und Biometriegestützte Grenzkontrolle) anmeldete und dabei einen „Promotional Code“ für das Global-Entry-Programm der USA erhielt. Nur mit diesem Code konnte man sich anfangs auf der amerikanischen Global Entry Webseite anmelden. Danach erfolgte das oben beschriebene Bewerbungsverfahren.
Seit Anfang 2015 ist der Promotional Code nicht mehr erforderlich; auf deutscher Seite wurde ABG+ in das EasyPASS-Programm integriert. Eine Vorab-Registrierung bei der Bundespolizei ist für die Anmeldung bei Global Entry aber weiterhin erforderlich. Die deutsche Bundespolizei übermittelt dabei persönliche Daten des Bewerbers an die amerikanischen Behörden. Inzwischen gibt es EasyPASS-Registrierungsbüros an den Flughäfen Frankfurt, München, Hamburg, Düsseldorf und Berlin-Brandenburg; weitere sollen folgen.

## Standorte
Automaten-Kiosks für Global Entry gibt es derzeit an folgenden Flughäfen (in Klammern dahinter der IATA-Flughafencode):
- Aruba – Queen Beatrix International Airport (AUA)
- Austin-Bergstrom International Airport (AUS)
- Baltimore-Washington International Airport (BWI)
- Boston-Logan International Airport (BOS)
- Calgary International Airport (YYC)
- Charlotte Douglas International Airport (CLT)
- Chicago O’Hare International Airport (ORD)
- Dallas/Fort Worth International Airport (DFW)
- Denver International Airport (DEN)
- Detroit Metropolitan Wayne County Airport (DTW)
- Flughafen Dublin (DUB)
- Edmonton International Airport (YEG)
- Fort Lauderdale-Hollywood International Airport (FLL)
- George Bush Intercontinental Airport, Houston (IAH)
- Flughafen Antonio B. Won Pat (GUM)
- Halifax Stanfield International Airport (YHZ)
- Hartsfield–Jackson Atlanta International Airport (ATL)
- Honolulu International Airport (HNL)
- John F. Kennedy International Airport (JFK)
- John Wayne Airport (SNA)
- Los Angeles International Airport (LAX)
- McCarran International Airport, Las Vegas (LAS)
- Miami International Airport (MIA)
- Minneapolis-Saint Paul International Airport (MSP)
- Flughafen Montréal-Trudeau (YUL)
- Newark Liberty International Airport (EWR)
- Orlando International Airport (MCO)
- Orlando Sanford International Airport (SFB)
- Ottawa Macdonald-Cartier International Airport (YOW)
- Philadelphia International Airport (PHL)
- Phoenix Sky Harbor International Airport (PHX)
- Portland International Airport (PDX)
- Raleigh-Durham International Airport (RDU)
- Saipan International Airport (SPN)
- Salt Lake City International Airport (SLC)
- San Antonio International Airport (SAT)
- San Diego International Airport (SAN)
- San Francisco International Airport (SFO)
- San Jose International Airport (SJC)
- Flughafen San Juan (SJU)
- Seattle-Tacoma International Airport (SEA)
- Shannon Airport (SNN)
- Tampa International Airport (TPA)
- Toronto Pearson International Airport (YYZ)
- Vancouver International Airport (YVR)
- Washington Dulles International Airport (IAD)
- Winnipeg James Armstrong Richardson International Airport (YWG)

## Andere Programme
US-Bürger, Kanadier und Staatsbürger des Visa-Waiver-Programms, die keine Global Entry Mitglieder sind, erledigen die Einreiseformalitäten an ausgewählten US-Flughäfen an sogenannten Automated Passport Control Kiosken, für die das Ausfüllen des Zollformulars in Papierform nicht mehr nötig ist. Es erfolgt danach aber eine Kontrolle sowohl durch einen Einwanderungs- als auch einen Zollbeamten. Ein anderes Programm zur beschleunigten Einreise in die USA ist die Mobile Passport App für US-Staatsbürger und Kanadier mit bestimmten US-Visen.
Mit dem Global Entry Programm vergleichbare Verfahren gibt es in anderen Ländern, etwa EasyPASS in Deutschland, J-VIS in Japan, Smartgate in Australien und Neuseeland oder e-Channel in Hong Kong sowie Canpass (Kanada).